# Nolella stipata
Nolella stipata är en mossdjursart som beskrevs av Gosse 1855. Nolella stipata ingår i släktet Nolella och familjen Nolellidae. Arten är reproducerande i Sverige. Inga underarter finns listade i Catalogue of Life.